# 波梅尔
波梅尔，是西班牙阿拉贡自治区萨拉戈萨省的一个市镇。 总面积33平方公里，总人口35人（2001年），人口密度1人/平方公里。